# Хольцер, Ади
Ади Хольцер (нем. Adi Holzer; род. 1936, Штоккерау) — австрийский художник.

## Биография
В течение своей творческой карьеры, он имел множество персональных выставок, а также групповых выставок, и многие из его работ фигурирует в государственных и частных коллекциях по всему миру.
Ади Хольцер начинал как живописец и рисовальщик, но в 2005 году он начал экспериментировать со стеклом, превращая его из двумерных работ в творческих разноцветные скульптуры.
Каким ни был стиль, воспоминания о работе художника является мифический мир, в котором символы, жесты и выражения, кроме того, рассказывая историю, приобретают символических качеств и становятся важной отправной точкой для размышлений о экзистенциальный состояние человека.
Многие из тем, выбранных художником для его работ относятся к литературной традиции детских сказок. Как известно, большинство из этих рассказов направлены на общение образовательных сообщений. Они часто заканчивается моральным, и как правило, используют метафорами, чтобы скрыть очень грубую реальность.
Хольцер отображает на всем этом последствия, и с помощью фантастики и метафорическим языком сказок для создания картин которые, несмотря на яркие цвета и забавные персонажи, вызывают размышления над добром и злом, и состояние человека.